# Burna-buriaš I.
Burna-buriaš I. regierte ab ca. 1570 v. Chr. als kassitischer König über Babylonien. Späteren Quellen zufolge schloss er einen Vertrag mit Assyrien. Da seine Regierungszeiten unsicher sind und auch sonst wenig über ihn bekannt ist, war er möglicherweise auch Zeitgenosse Šamšu-ditanas und kaum mehr als ein militärischer Führer.